# 西山善次
西山 善次（にしやま ぜんじ、1901年10月14日 - 1991年3月12日） は、日本の物理学者。大阪大学名誉教授。日本学士院賞受賞。マルテンサイト変態で世界的に有名で「Mr. Martensite」と称された。
佐賀県西松浦郡有田町生まれ。1927年東北帝国大学理学部物理学科卒業、東北帝国大学金属材料研究所助手。1934年理学博士。1936年東北帝国大学助教授。1939年大阪大学産業科学研究所助教授、1941年同教授。1965年退官、大阪大学名誉教授。1973年日本学士院賞受賞。全米工学アカデミー外国会員、日本工学アカデミー会員。